# Anton Poschacher (Industrieller, 1841)

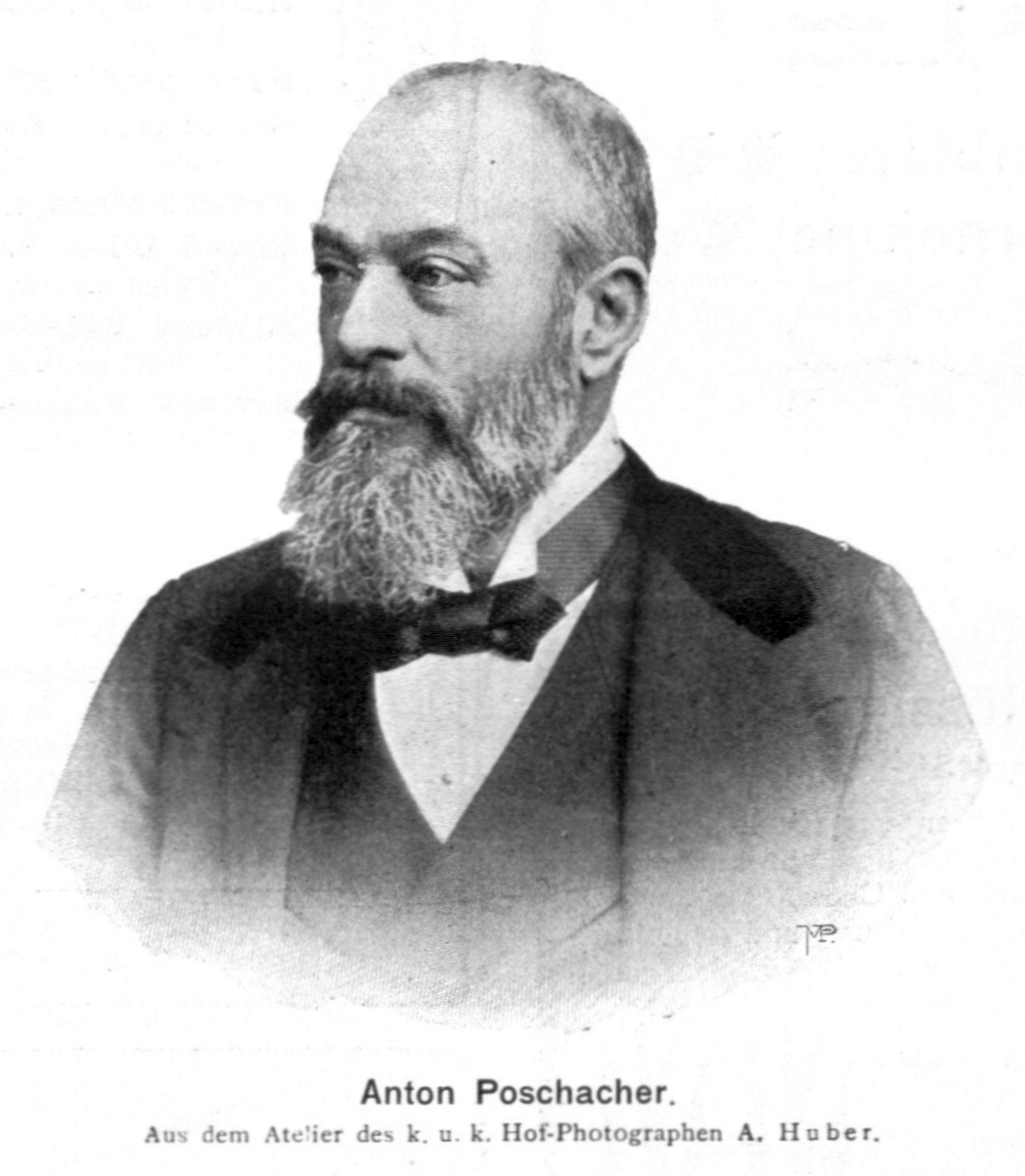
Anton Poschacher, 1900

Anton Poschacher (* 1. November 1841 in Mauthausen; † 26. März 1904 ebenda) war ein österreichischer Steinmetz, Architekt und Industrieller aus Mauthausen in Oberösterreich. Ihm gehörten die größten Granitwerke der österreichisch-ungarischen Monarchie, die mit dem Abbau, der Bearbeitung und der Lieferung von Mauthausner Granit wesentlich zur Entwicklung der Mauthausner Steinindustrie beigetragen haben.

## Leben
Er wurde als Sohn von Anton Poschacher (1812–1873) und Aloisia Kamptner (1813–1893), der Tochter des 1838 verstorbenen Weinhändlers Kalkbrenners und Steinbruchbetreibers Leonhard Kamptner, geboren, wurde 1862 als Steinmetz freigesprochen, studierte in Wien am Polytechnischen Institut von 1859 bis 1864 Bauingenieurwesen und an der Akademie der bildenden Künste Wien von 1864 bis 1869 Architektur. Er richtete sich 1868 in Wien eine Kanzlei ein und war in Folge als Leiter der Wiener Niederlassung für das familiären Unternehmens tätig.
Er heiratete 1885 die Wienerin Louise Ried (1857–1933), 1886 wurde deren Tochter Marie Louise Poschacher (* 1. April 1886; † 16. August 1965), 1888 deren Tochter Monika Poschacher (1888–1971) und 1889 deren Sohn Anton Poschacher geboren.
Er gehörte zu den Mitbegründern des Wiener Künstlerhauses und des Wiener Trabrennvereins, bei letzterem fungierte er von 1893 bis 1904 als dessen Vizepräsident; zu seinen Freunden zählten unter anderem Hans Makart und Viktor Tilgner.

## Unternehmerische Tätigkeit
1872 wurden große Teile des Liegenschaftsbesitzes und des väterlichen Unternehmens in die neugegründete Actiengesellschaft für Straßen und Brückenbauten mit Sitz in Wien eingebracht, deren Direktor er nach dem Tod seines Vaters 1873 wurde. Angesichts der unwirtschaftlichen Unternehmensführung und der ungezügelten Expansion durch überteuerte Zukäufe von Steinbrüchen in Oberösterreich, Bayern und Böhmen zog er sich jedoch aus der Geschäftsführung zurück und unternahm 1876 eine ausgedehnte Studienreise in die USA.
Im Oktober 1876 kaufte er mit Familienkrediten die in der Zwischenzeit auf Grund hoher Verluste zur Liquidation stehende Gesellschaft, veräußerte ungünstig gelegene Steinbrüche und modernisierte die Betriebsstätten beispielsweise durch die Anschaffung einer Diamantsäge, einer dampfbetriebenen Schleifanlage und einer Schotterbrechanlage. Ab den 1880er-Jahren entwickelte sich die Firma zum größten Granitproduzenten der Habsburgermonarchie. Das nunmehr technisch modern und mit eigener Transportflotte ausgestattete Unternehmen war auf Grund von Großaufträgen für Pflasterungen, Wasser- und Brückenbauten, Hochbauprojekte und Denkmäler, insbesondere in Wien und Budapest.
Von den 45 Steinbrüchen, die dem Unternehmen gehörten, standen bei seinem Tod 20 in Betrieb, dazu kam weiterer umfangreicher Grundbesitz. 1913 arbeiteten in den Anton Poschacher Granitwerken mehr als 2500 Personen. Nach seinem Tod führten seine Frau Louise und Prokurist Franz Krammer die Geschäfte weiter, bis 1913 der ebenfalls einschlägig ausgebildete Sohn Anton die Leitung übernehmen konnte.

## Auszeichnungen
- Ehrenbürger des Marktes Perg
- Ritter des Franz-Joseph-Ordens